# Lasarte-Oria
Lasarte-Oria – miasto w hiszpańskiej prowincji Gipuzkoa/Guipúzcoa, w Kraju Basków. Według ostatniego spisu ludności miasto zamieszkiwane jest przez 17 856 osób. Leży około 8,5 km na południowy zachód od stolicy prowincji - San Sebastián i około 445 km na północ od Madrytu.
W 1965 roku odbyły się tutaj 38. mistrzostwa świata w kolarstwie szosowym.

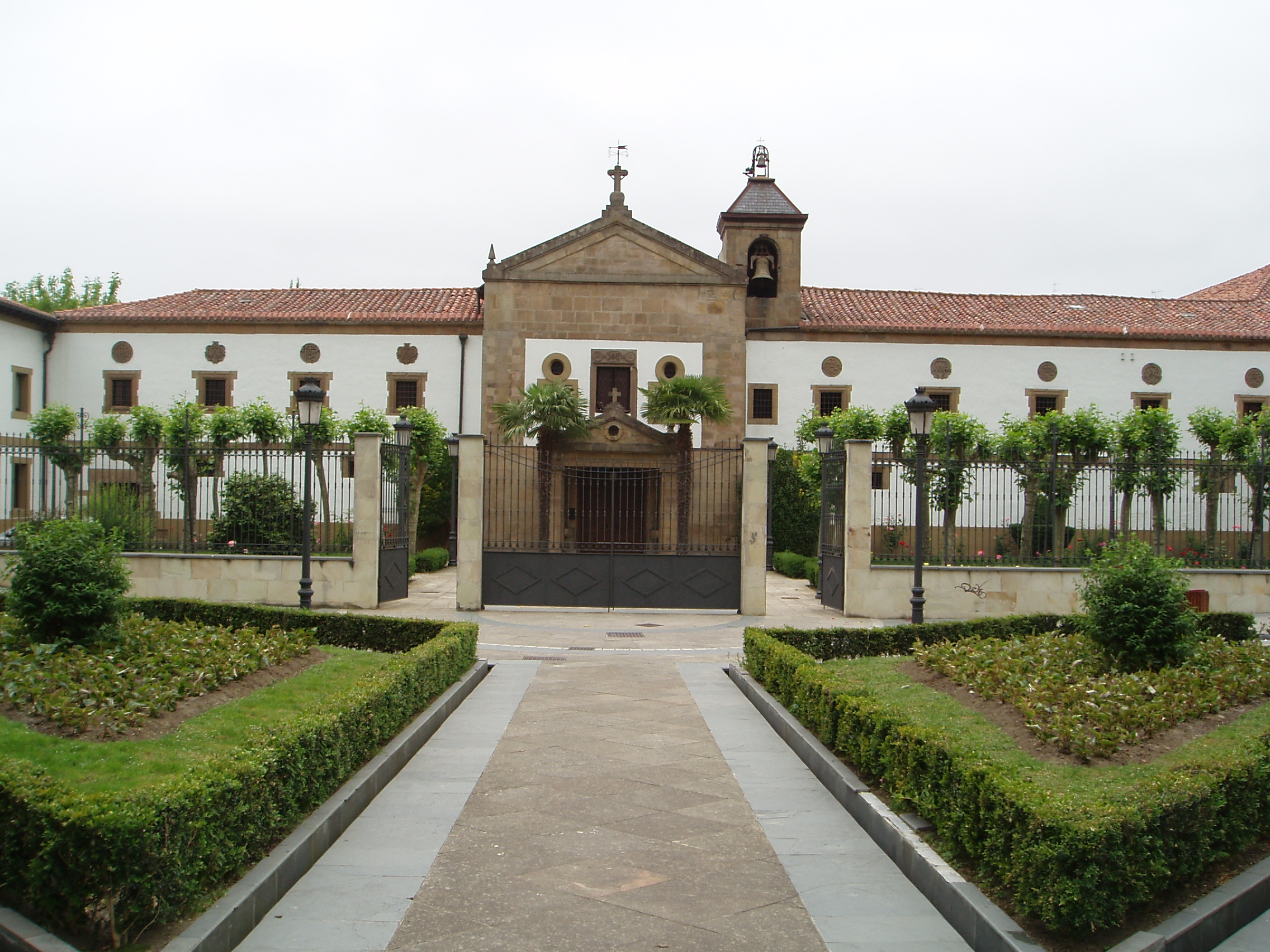
Plaza de las Brígidas
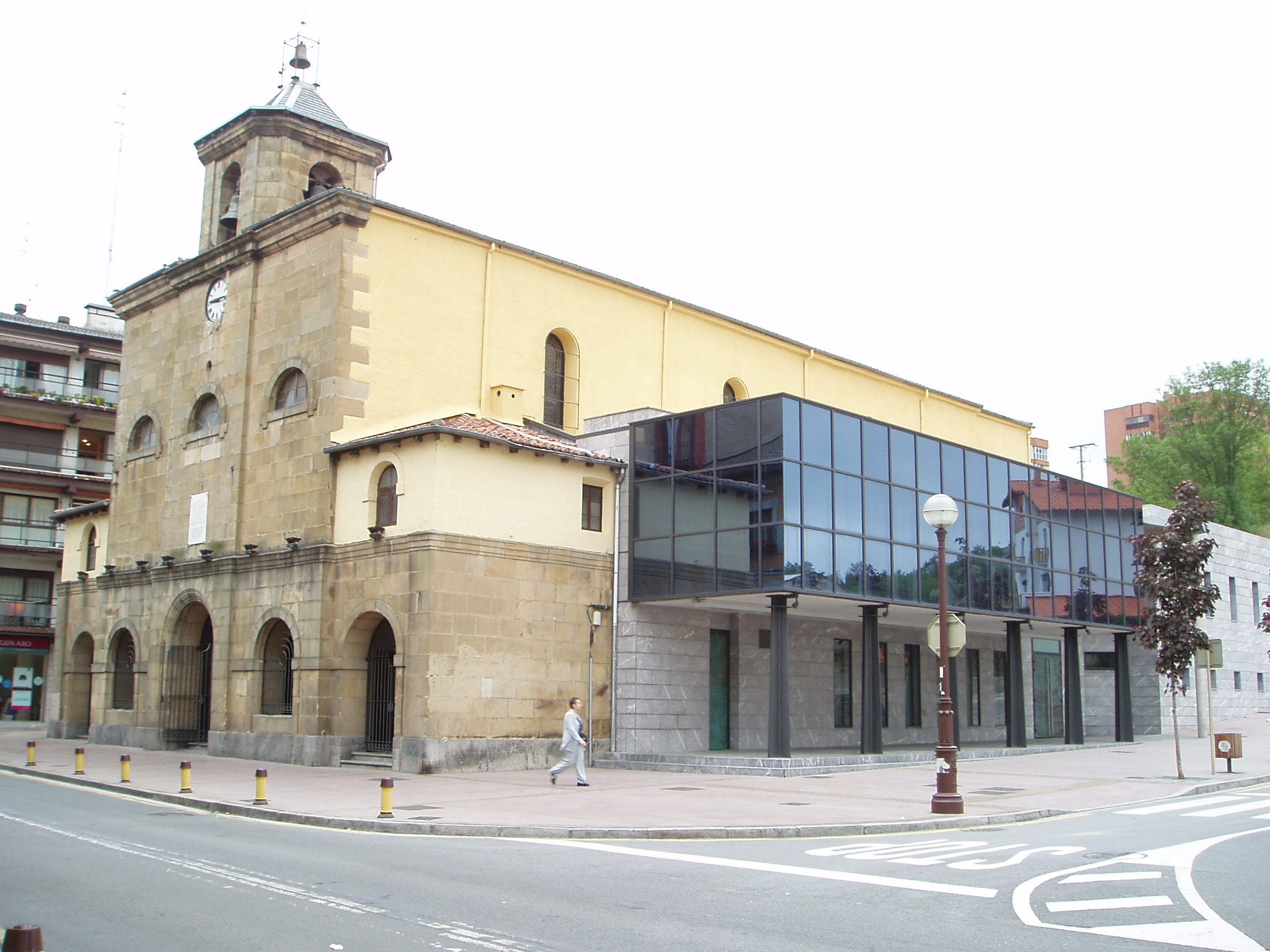
Kościół Świętego Piotra